# Shadow Zone
Albums de Static-X
Machine
(2001) Start a War
(2005)
 (octobre 2012).
Si vous disposez d'ouvrages ou d'articles de référence ou si vous connaissez des sites web de qualité traitant du thème abordé ici, merci de compléter l'article en donnant les références utiles à sa vérifiabilité et en les liant à la section « Notes et références ».
Shadow Zone est le troisième album du groupe Static-X sorti en 2003. La chanson "The Only" fait partie de la bande-son du jeu vidéo Need for Speed Underground

## Liste des chansons
1. "Destroy All" – 2:18
2. "Control It" – 3:05
3. "New Pain" – 2:57
4. "Shadow Zone" – 3:05
5. "Dead World" – 2:47
6. "Monster" – 2:14
7. "The Only" – 2:52
8. "Kill Your Idols" – 4:02
9. "All In Wait" – 4:02
10. "Otsegolectric" – 2:40
11. "So" – 3:40
12. "Transmission" – 1:40
13. "Invincible" – 4:05
14. Gimme Gimme Shock Treatment" (Bonus track - Japan only) – 2:03 (Cover of the Ramones song)